# Worlds Apart (album Russella Allena i Anette Olzon)
Worlds Apart – album studyjny duetu metalowych wokalistów: Amerykanina Russella Allena (członka zespołów Symphony X i Adrenaline Mob) oraz Szwedki Anette Olzon (byłej członkini zespołu Nightwish i obecnej członkini zespołu The Dark Element), działających w ramach projektu o nazwie Allen/Olzon. Został wydany 6 marca 2020 roku nakładem wytwórni Frontiers Records.
Russell Allen i Anette Olzon nawiązali współpracę pod koniec 2019 roku. Wcześniej Russell współpracował z norweskim wokalistą Jørnem Lande (znanym m.in. z występów w zespole Masterplan), z którym w ramach projektu nazwanego Allen/Lande wydał cztery albumy. Po wydaniu ostatniego z nich, The Great Divide z 2014 roku, Jørn Lande postanowił zakończyć działalność w projekcie Allena.
17 stycznia 2020 roku projekt Allen/Olzon opublikował w internecie pierwszy, promujący album singel, zatytułowany „Worlds Apart”. 18 lutego ukazał się z kolei drugi singel, „Never Die”. W dniu wydania albumu projekt zamieścił w sieci singel „What If I Live”, zaś 27 marca opublikowany został ostatni singel, „I’ll Never Leave You”.

## Lista utworów
Opracowano na podstawie materiału źródłowego.
| Nr  | Tytuł utworu              | Długość |
| --- | ------------------------- | ------- |
| 1.  | „Never Die”               | 5:47    |
| 2.  | „Worlds Apart”            | 4:24    |
| 3.  | „I’ll Never Leave You”    | 4:50    |
| 4.  | „What If I Live”          | 5:34    |
| 5.  | „Lost Soul”               | 5:09    |
| 6.  | „No Sign of Life”         | 4:25    |
| 7.  | „One More Chance”         | 4:41    |
| 8.  | „My Enemy”                | 4:54    |
| 9.  | „Who You Really Are”      | 4:41    |
| 10. | „Cold Inside”             | 5:40    |
| 11. | „Who’s Gonna Stop Me Now” | 5:52    |
|     |                           | 55:57   |

## Twórcy
Opracowano na podstawie materiału źródłowego.
- Russell Allen, Anette Olzon – wokal
- Magnus Karlsson – gitara, gitara basowa, instrumenty klawiszowe, muzyka, teksty, produkcja
- Anders Köllerfors – perkusja
- Serafino Perugino – produkcja wykonawcza
- Jacob Hansen – miksowanie, mastering
- Niclas Olsson – nagrywanie
- Stan-W Decker – oprawa graficzna